# Naoise Dolan
Naoise Dolan (Dublín, 14 de abril de 1992) es una escritora irlandesa, conocida por su novela Exciting Times (traducida al español con el título Días apasionantes).

## Biografía
Dolan nació en Dublín, Irlanda. En 2016, tras finalizar la universidad y no encontrar trabajo en su país, se traslada a Singapur para trabajar como profesora de inglés.  Ese mismo año, se marchó a vivir a Hong Kong. También ha vivido en Italia. Reside en Londres de forma intermitente, desde 2018. 
A Dolan le diagnosticaron autismo a los 27 años. Ha hablado abiertamente sobre su diagnóstico en entrevistas y en las redes sociales.

## Trayectoria
Dolan se licenció en inglés en Trinity College Dublin en 2016  y más tarde obtuvo un máster de literatura victoriana en la Universidad de Oxford.
En 2017, cuando vivía en Hong Kong, comenzó a escribir Exciting Times y la terminó cinco meses después. 
Dolan ha recibido elogios de la crítica por Exciting Times, su primera novela, a menudo comparada con su compañera de estudios en el Trinity College Dublin, Sally Rooney. Exciting Times ha sido seleccionada para una serie de televisión estadounidense de Black Bear Pictures y fue finalista en los premios Sunday Times Young Writer en 2020.

## Premios y reconocimientos
- 2021 - Seleccionada para el premio  Women's Prize for Fiction[11]
- 2021 - Seleccionada para Premio internacional Dylan Thomas de la Universidad de Swansea.[12]
- 2020 - Finalista en el  Libro del año de Waterstones.[13]
- 2020 - Finalista en el Premio al joven escritor del año del Sunday Times.[14]
- 2021 - Seleccionada para en Premio Dylan Thomas.[15]

## Novelas
- Tiempos emocionantes (Orion Publishing Co, 2020, ISBN 9781474618908) Publicada en España con el título Días apasionantes (Temas de Hoy). ISBN: 9788499988399.